# Lake Benton
Lake Benton é uma cidade localizada no estado americano de Minnesota, no Condado de Lincoln.

## Demografia
Segundo o censo americano de 2000, a sua população era de 703 habitantes.
Em 2006, foi estimada uma população de 650, um decréscimo de 53 (-7.5%).

## Geografia
De acordo com o United States Census Bureau tem uma área de
12,0 km², dos quais 9,9 km² cobertos por terra e 2,1 km² cobertos por água. Lake Benton localiza-se a aproximadamente 537 m acima do nível do mar.

## Localidades na vizinhança
O diagrama seguinte representa as localidades num raio de 20 km ao redor de Lake Benton.